# Iso-Pesä
Iso-Pesä är en ö i Finland. Den ligger i sjön Konnevesi och i kommunen Konnevesi i den ekonomiska regionen  Äänekoski ekonomiska region  och landskapet Mellersta Finland, i den centrala delen av landet, 280 km norr om huvudstaden Helsingfors. Öns area är 2,5 hektar och dess största längd är 260 meter i sydväst-nordöstlig riktning.